# Nils Egil Aaness
Nils Egil Aaness (Andenes, 31 januari 1936 – 24 december 2024) was een Noorse oud-langebaanschaatser.
Nils Egil Aaness reed al vier jaar in de subtop van de allroundkampioenschappen toen hij in 1963 plots doorbrak. Bij het EK Allround in Göteborg eiste hij het goud op en later het jaar in het Japanse Karuizawa reed de Noor naar het brons op het WK Allround. Eerder het jaar reed hij op de ijsbaan van Oslo een wereldrecord op de grote vierkamp.
Aaness overleed op 24 december 2024 op 88-jarige leeftijd.

## Persoonlijke records
| Afstand      | Tijd    | Datum            | Baan         |
| ------------ | ------- | ---------------- | ------------ |
| 500 meter    | 41,6    | 26 januari 1963  | Oslo         |
| 1000 meter   | 1.26,7  | 25 februari 1964 | Oslo         |
| 1500 meter   | 2.10,6  | 28 februari 1960 | Squaw Valley |
| 3000 meter   | 4.35,0  | 25 februari 1965 | Oslo         |
| 5000 meter   | 7.42,8  | 26 januari 1963  | Oslo         |
| 10.000 meter | 15.54,9 | 24 februari 1963 | Karuizawa    |

### Wereldrecords
| Nr. | Afstand        | Tijd    | Datum           | Baan |
| --- | -------------- | ------- | --------------- | ---- |
| 1.  | Grote vierkamp | 180,560 | 27 januari 1963 | Oslo |

## Resultaten
| Jaar | EK Allround | Olympische Spelen | WK Allround |
| ---- | ----------- | ----------------- | ----------- |
| 1959 | -           |                   | NC19        |
| 1960 | NC19        | 24e 500m NF 1500m | 10e         |
| 1961 | 9e          |                   | NC17        |
| 1962 | 11e         |                   | -           |
| 1963 | Goud        |                   | Brons       |
| 1964 | -           | 16e 1500m         | 14e         |
| 1965 | -           |                   | NC17        |

### Medaillespiegel
| Kampioenschap     | Goud | Zilver | Brons |
| ----------------- | ---- | ------ | ----- |
| EK allround       | 1    | 0      | 0     |
| Olympische Spelen | 0    | 0      | 0     |
| WK allround       | 0    | 0      | 1     |

Onofficiële Europese kampioenschappen

1891: Onbeslist ·
1892: Onbeslist · 
1946: Göthe Hedlund 

Officiële Europese kampioenschappen

1893: Rudolf Ericson · 
1894: Onbeslist ·
1895: Alfred Næss · 
1896: Julius Seyler · 
1897: Julius Seyler · 
1898: Gustaf Estlander · 
1899: Peder Østlund · 
1900: Peder Østlund · 
1901: Rudolf Gundersen · 
1902: Johan Schwartz · 
1903: Onbeslist ·
1904: Rudolf Gundersen · 
1905: Johan Vikander · 
1906: Rudolf Gundersen · 
1907: Moje Öholm · 
1908: Moje Öholm · 
1909: Oscar Mathisen · 
1910: Nikolaj Stroennikov · 
1911: Nikolaj Stroennikov · 
1912: Oscar Mathisen · 
1913: Vasilij Ippolitov · 
1914: Oscar Mathisen · 
1922: Clas Thunberg · 
1923: Harald Strøm · 
1924: Roald Larsen · 
1925: Otto Polacsek · 
1926: Julius Skutnabb · 
1927: Bernt Evensen · 
1928: Clas Thunberg · 
1929: Ivar Ballangrud · 
1930: Ivar Ballangrud · 
1931: Clas Thunberg · 
1932: Clas Thunberg · 
1933: Ivar Ballangrud · 
1934: Michael Staksrud · 
1935: Karl Wazulek · 
1936: Ivar Ballangrud · 
1937: Michael Staksrud · 
1938: Charles Mathiesen · 
1939: Alfons Bērziņš · 
1947: Åke Seyffarth · 
1948: Reidar Liaklev · 
1949: Sverre Farstad · 
1950: Hjalmar Andersen · 
1951: Hjalmar Andersen · 
1952: Hjalmar Andersen · 
1953: Kees Broekman · 
1954: Boris Sjilkov · 
1955: Sigge Ericsson · 
1956: Jevgeni Grisjin · 
1957: Oleg Gontsjarenko · 
1958: Oleg Gontsjarenko · 
1959: Knut Johannesen · 
1960: Knut Johannesen · 
1961: Viktor Kositsjkin · 
1962: Robert Merkoelov · 
1963: Nils Egil Aaness · 
1964: Ants Antson · 
1965: Eduard Matoesevitsj · 
1966: Ard Schenk · 
1967: Kees Verkerk · 
1968: Fred Anton Maier · 
1969: Dag Fornæss · 
1970: Ard Schenk · 
1971: Dag Fornæss · 
1972: Ard Schenk · 
1973: Göran Claeson · 
1974: Göran Claeson · 
1975: Sten Stensen · 
1976: Kay Arne Stenshjemmet · 
1977: Jan Egil Storholt · 
1978: Sergej Martsjoek · 
1979: Jan Egil Storholt · 
1980: Kay Arne Stenshjemmet · 
1981: Amund Sjøbrend · 
1982: Tomas Gustafson · 
1983: Hilbert van der Duim · 
1984: Hilbert van der Duim · 
1985: Hein Vergeer · 
1986: Hein Vergeer · 
1987: Nikolaj Goeljajev · 
1988: Tomas Gustafson · 
1989: Leo Visser · 
1990: Bart Veldkamp · 
1991: Johann Olav Koss · 
1992: Falko Zandstra · 
1993: Falko Zandstra · 
1994: Rintje Ritsma · 
1995: Rintje Ritsma · 
1996: Rintje Ritsma · 
1997: Ids Postma · 
1998: Rintje Ritsma · 
1999: Rintje Ritsma · 
2000: Rintje Ritsma · 
2001: Dmitri Sjepel · 
2002: Jochem Uytdehaage · 
2003: Gianni Romme · 
2004: Mark Tuitert · 
2005: Jochem Uytdehaage · 
2006: Enrico Fabris · 
2007: Sven Kramer · 
2008: Sven Kramer · 
2009: Sven Kramer · 
2010: Sven Kramer · 
2011: Ivan Skobrev · 
2012: Sven Kramer · 
2013: Sven Kramer · 
2014: Jan Blokhuijsen · 
2015: Sven Kramer · 
2016: Sven Kramer · 
2017: Sven Kramer · 
2019: Sven Kramer · 
2021: Patrick Roest · 
2023: Patrick Roest · 
2025: Sander Eitrem